# Letecká fotografie z modelů

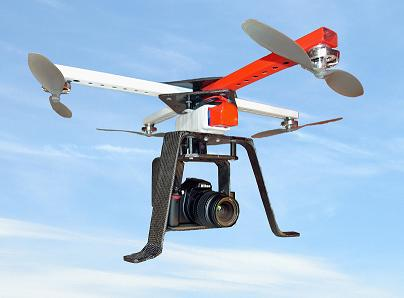
Létající robot

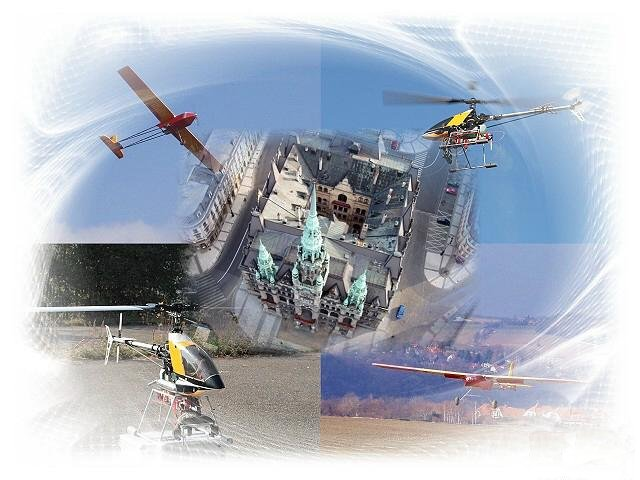
Fotografování z RC letadla a RC vrtulníku

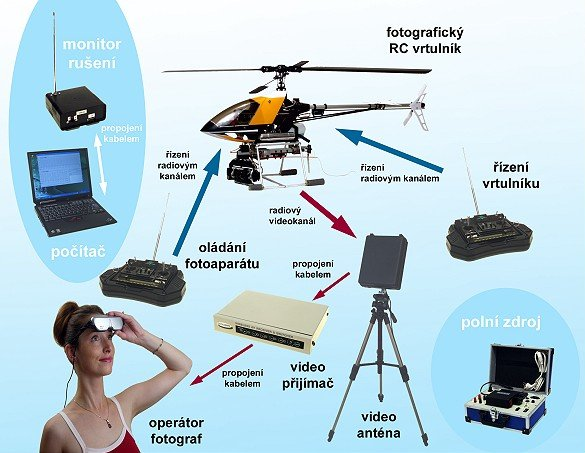
Princip fotografování z dálkově řízeného modelu

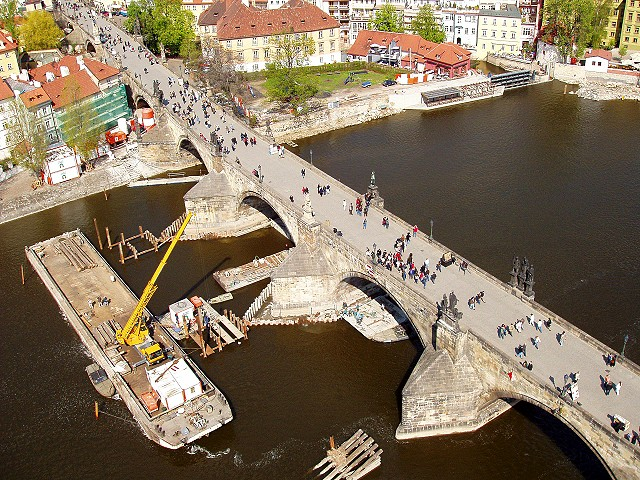
Karlův most z ptačí perspektivy

Letecká fotografie z modelů je alternativní metoda pro pořízení leteckých snímků. Jedná se o fotografování z dálkově řízeného modelu letadla či vrtulníku. Současná moderní RC (Remote Control) modelářská technika snadno umožňuje snímkování z přízemních hladin.
Model letadla nebo vrtulníku je vybaven digitálním (případně klasickým) fotoaparátem, speciálními přijímači a vysílačem video-obrazu z paluby modelu. Pomocí dálkového ovládání je ze země model pilotem naveden do požadovaného místa. Fotograf pak samostatným dálkovým řízením ovládá fotoaparát, úhel pohledu (nahoru/dolu, doprava/doleva), ohnisko (přiblížení/vzdálení) a parametry expozice. Vysílač videoobrazu přenáší obraz na zem, kde ho fotograf sleduje na monitoru. Po přistání modelu jsou digitální snímky přeneseny do počítače.
Podobně jako lze z modelu fotografovat, lze z modelu letadla (nebo vrtulníku) pořizovat i videozáběry, letecké video a výškové video. V praxi je běžná dvojí obsluha: pilot a kameraman. Díky tomuto řešení se může pilot plně věnovat řízení a kameraman snímat díky nezávislému držáku a přímému přenosu videa nejlepší záběry.
Místo klasického modelu vrtulníku nebo letadla se dnes již používají i speciální létající fotografické platformy dálkově řízené počítačem, určené přímo pro profesionální letecké fotografování a videozáznam. Technické parametry takovýchto zařízení umožní nasazení velice kvalitního fotografického vybavení, navigační senzory a elektronika poskytuje možnost fixace přístroje přesně k požadovaným GPS souřadnicím a výšce, případně lze i programovat dráhu letu.
Ovšem i toto snímkování má své omezení, a to především dosažitelnou vzdálenost (cca 1 km) a především krátkou dobu ve vzduchu. S kvalitní foto anebo videotechnikou se doba visu ve vzduchu pohybuje mezi 10 až 20 minutami, následně je třeba přistát a baterie vyměnit.

## Možnosti fotografování z RC modelu
- netradiční záběr z ptačího pohledu
- zachycení detailu
- snímek má prostorovou perspektivu

## Typické aplikace a využití
- fotodokumentace a průzkum
- vizualizace
- fotogrammetrie

## Galerie

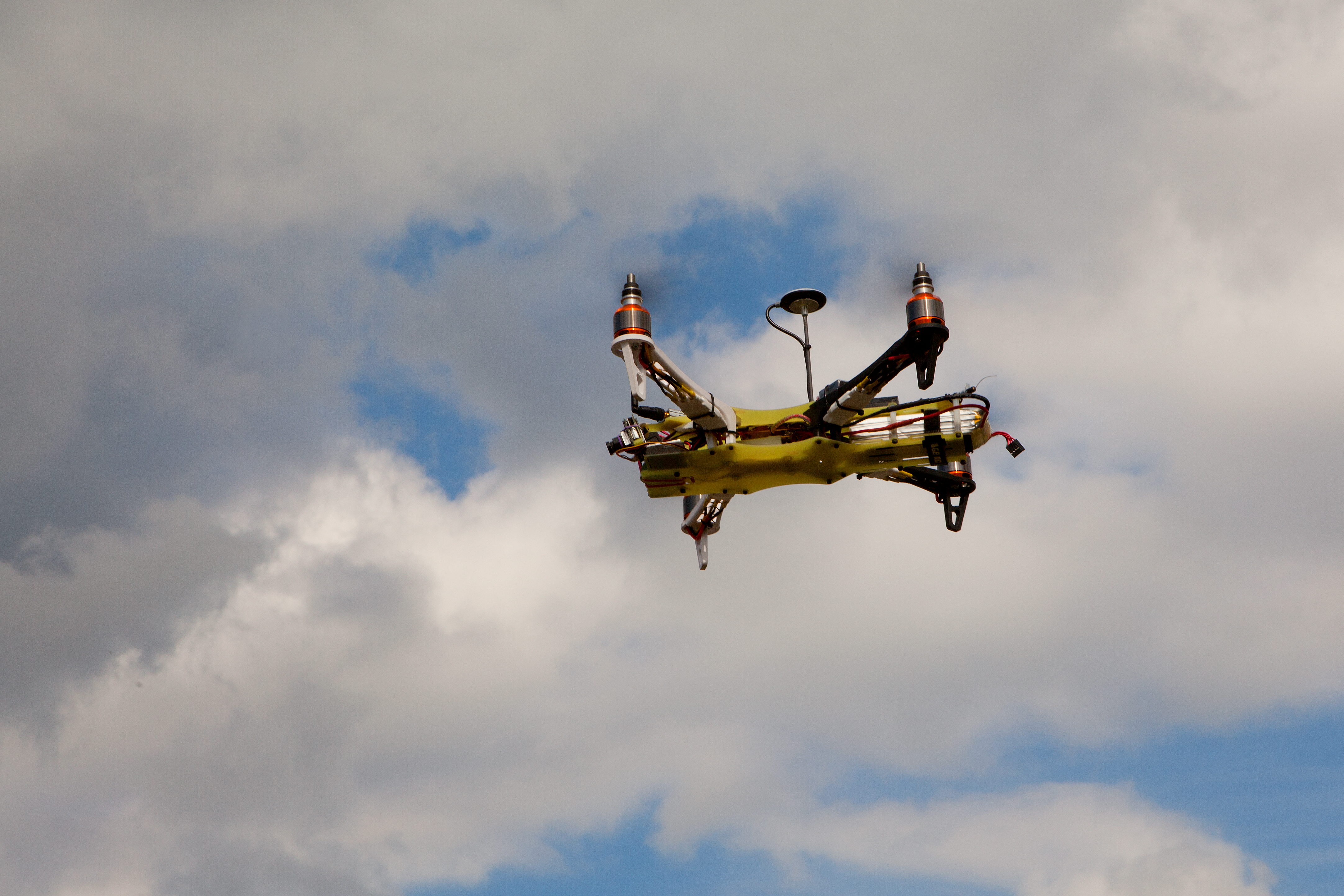
Model z boku, vlevo je vidět kamera GoPro
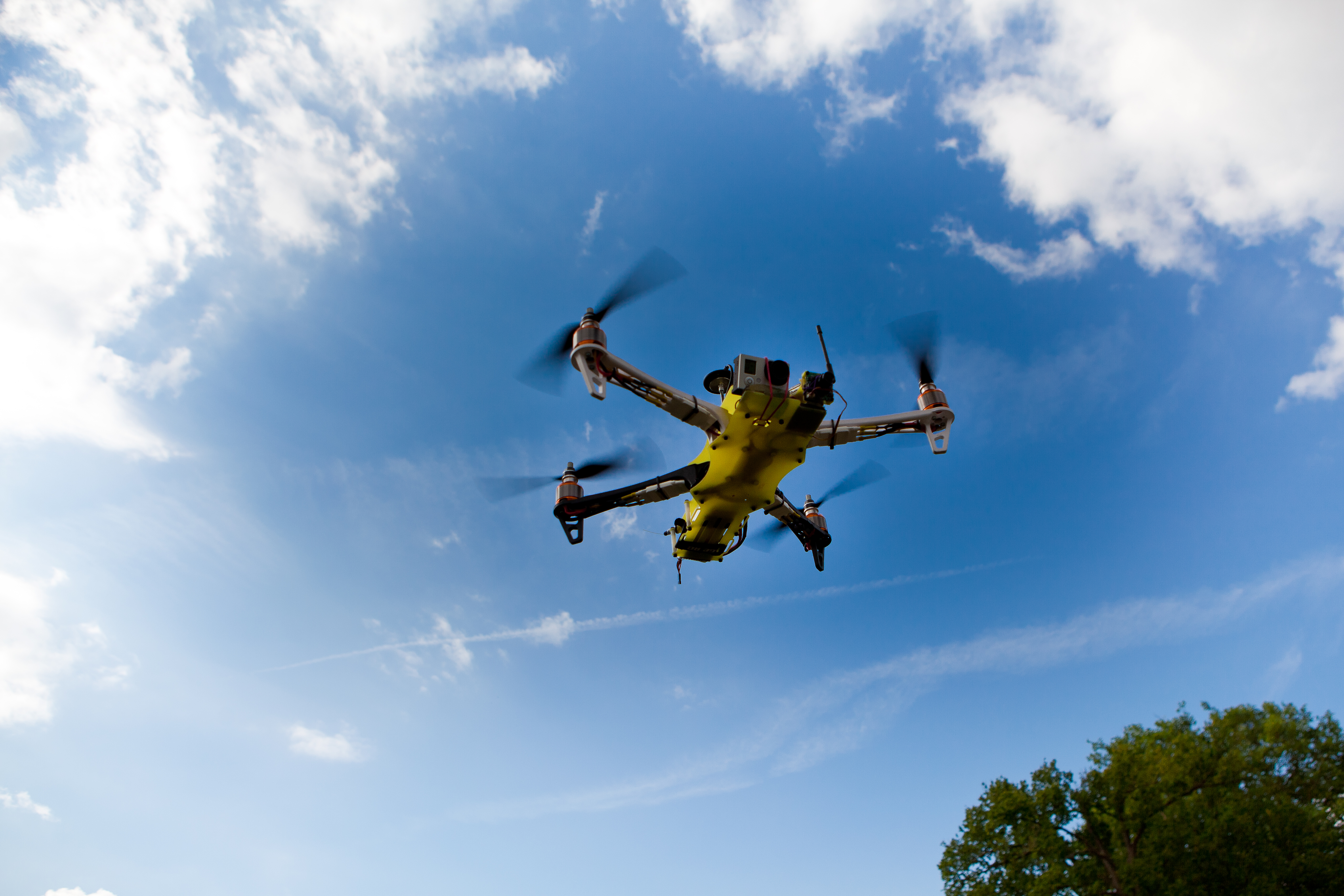
Model zepředu, vlevo je kamera GoPro, vpravo kamera pro přenos videa do brýlí
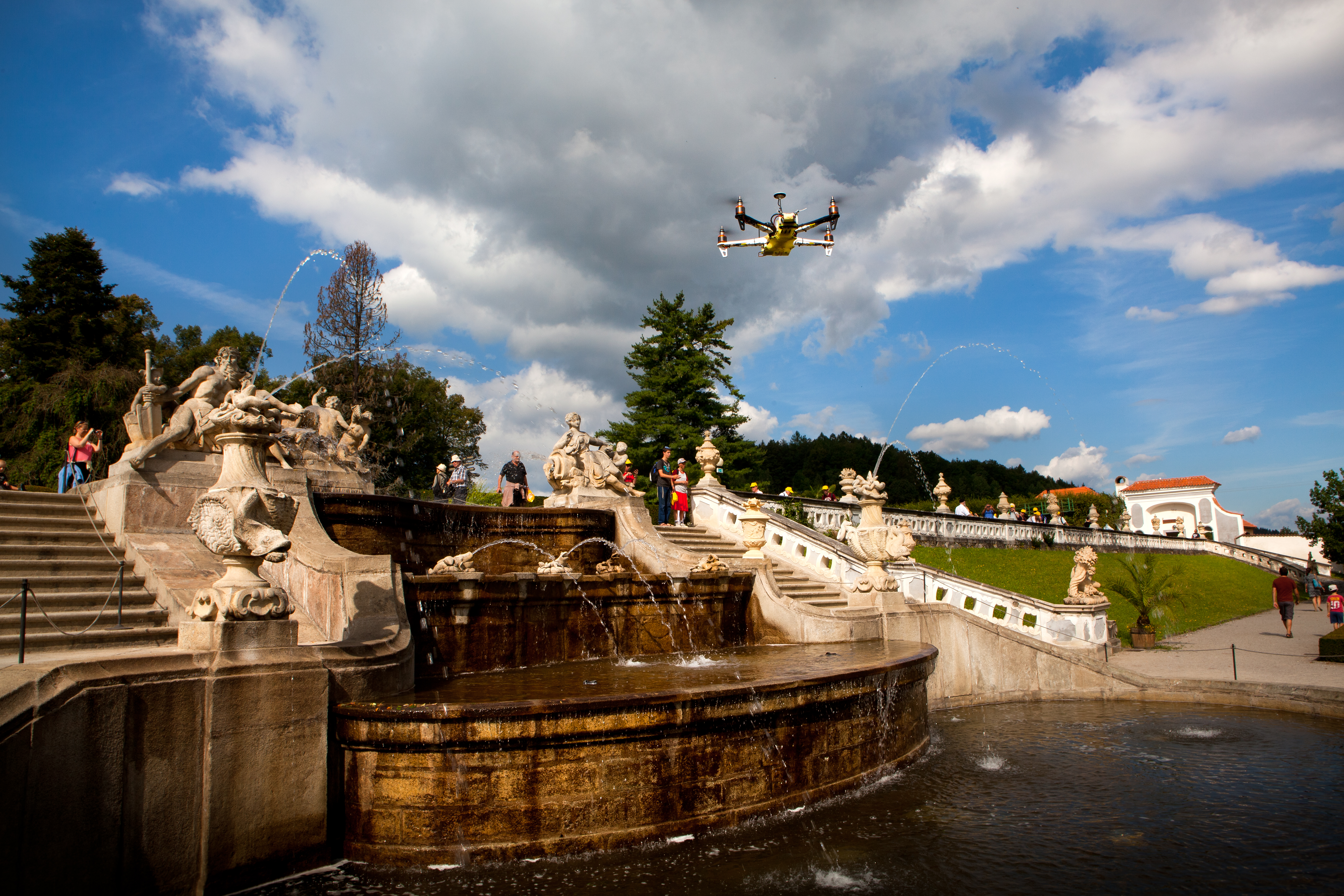
Model při záznamu videa v zahradách v Českém Krumlově
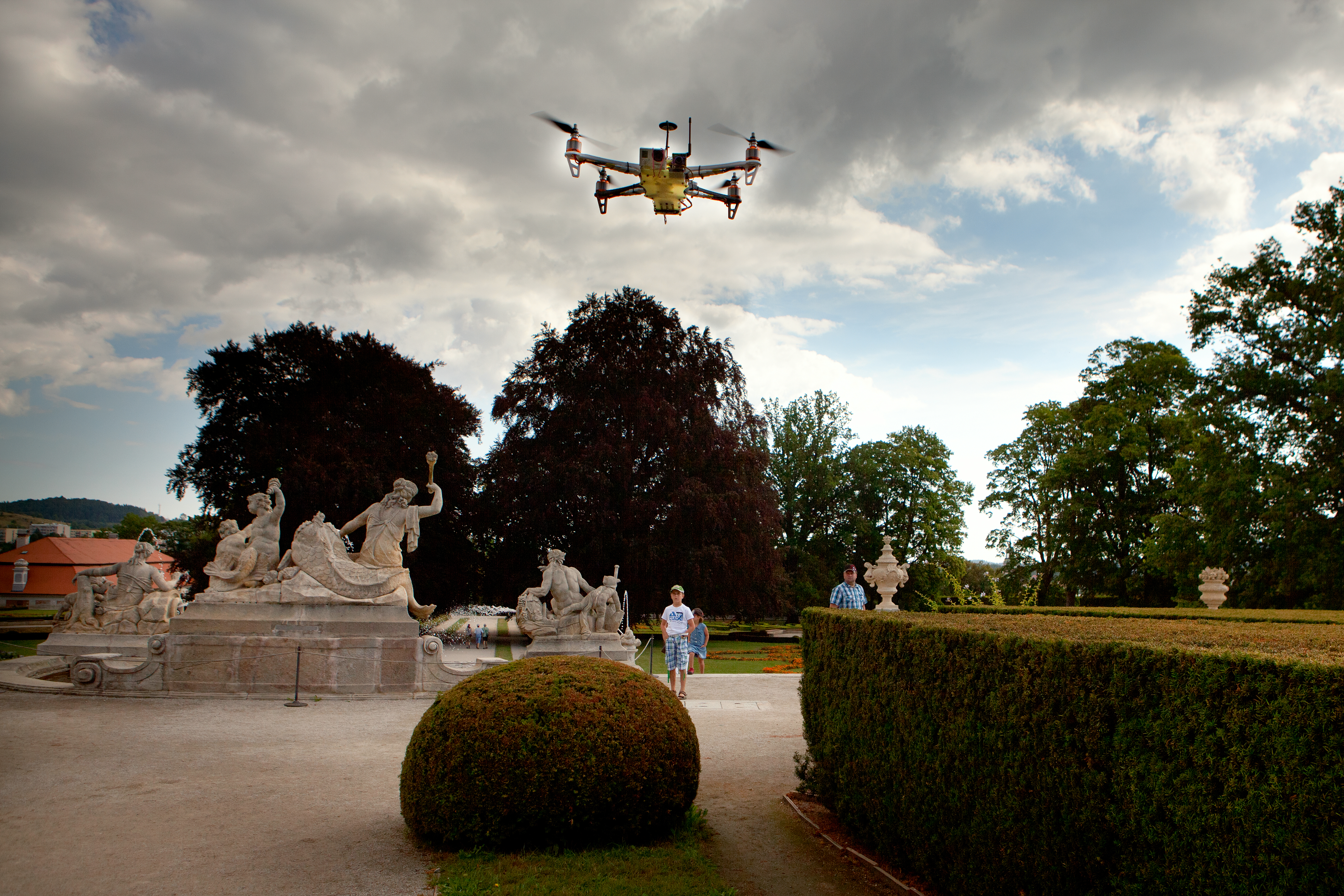
Model při záznamu videa v zahradách v Českém Krumlově
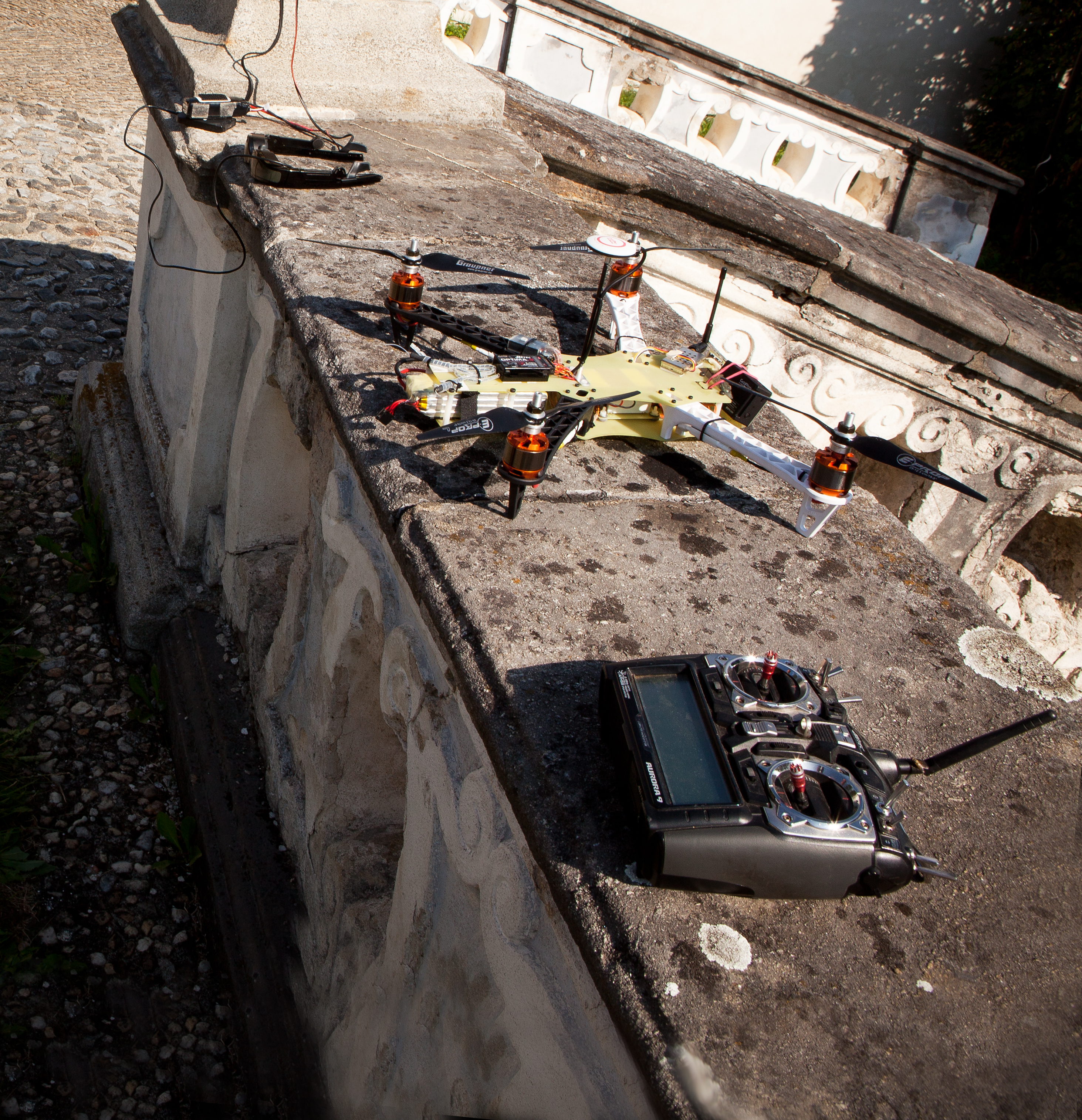
Vybavení pro letecký záznam ze vzduchu - vysílač, kvadroptéra, video-brýle
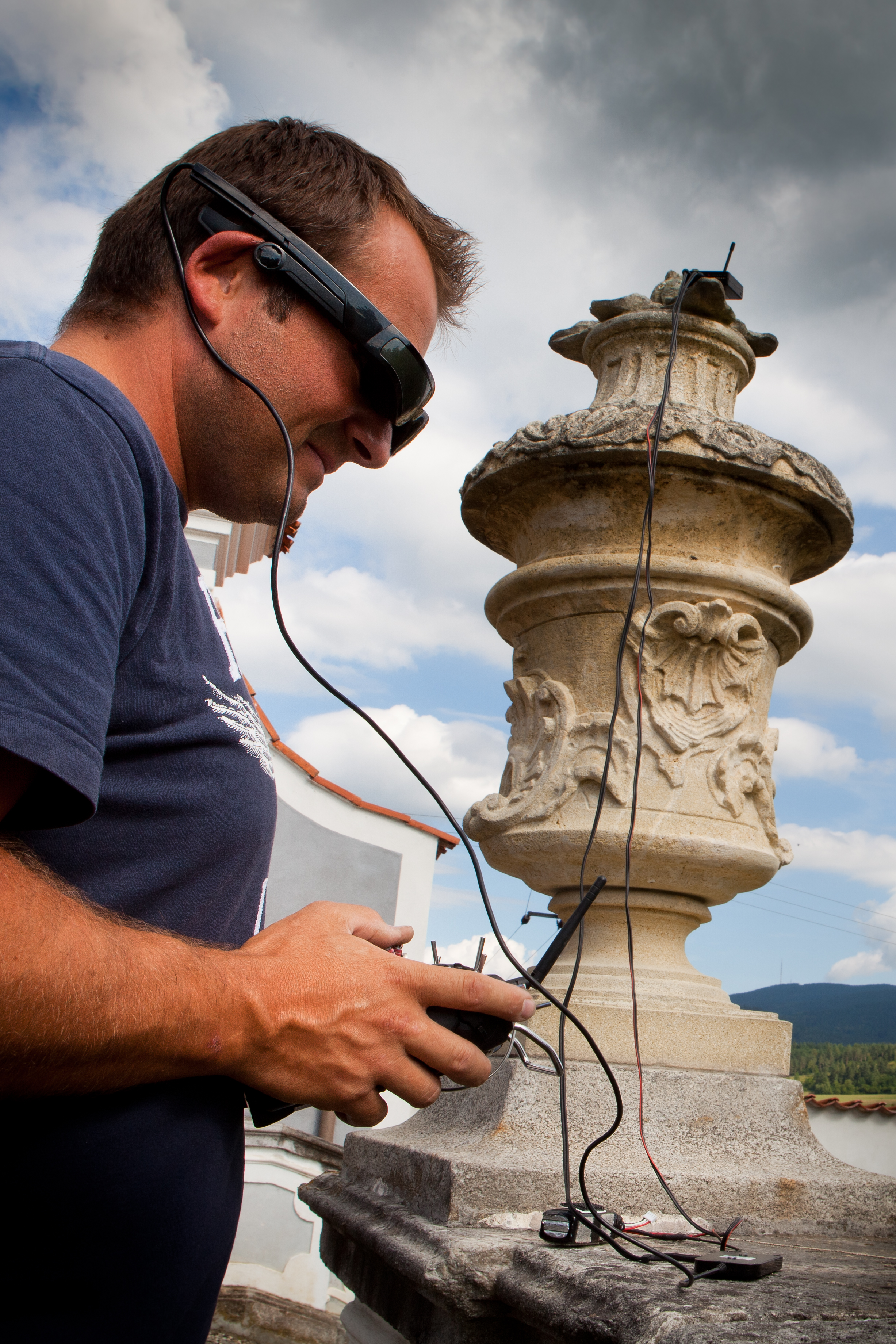
Pilot během řízení modelu